# Oligopeptidy

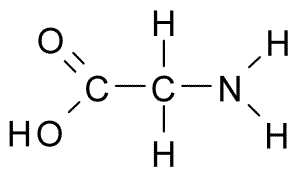
Nejjednodušší aminokyselina glycin

Oligopeptidy (latinsky oligo – česky několik) jsou peptidy s molekulou složenou ze dvou až 10 molekul aminokyselin, které jsou navzájem propojeny peptidovými vazbami. Podle počtu aminokyselin se dále dělí na dipeptidy, tripeptidy, tetrapeptidy, pentapeptidy atd.

Peptidová vazba, R1 a R2 jsou řetězce navázaných aminokyselin

Aminokyseliny obsahují ve své molekule karboxylovou (–COOH) a aminovou (–NH2) funkční skupinu. Obě tyto skupiny mají schopnost se spolu vázat peptidovou vazbou –CO–NH–.
Oligopeptid vzniká reakcí aminoskupiny první aminokyseliny s karboxylovou skupinou druhé aminokyseliny s odštěpením vody. Na koncích molekuly vzniklého dipeptidu jsou opět skupiny karboxylová a aminová. Na tyto konce se tak mohou navázat další aminokyseliny a tento proces může dál pokračovat. Pokud se spojí konce řetězce jedné molekuly peptidu, vytvoří se cyklický peptid.
Oligopeptidy hrají důležitou roli jako složky enzymů v detoxikačních, transportních a metabolických procesech v živých organismech.
Peptidy, které mají v molekule 11 až 99 aminokyselin, se nazývají polypeptidy. Peptidy, které mají v molekule 100 a více aminokyselin, se nazývají bílkoviny (proteiny). V některé literatuře se termíny polypeptid a protein zaměňují.

## Příklady oligopeptidů

Ukázka molekuly tripeptidu (aminokyseliny Val-Gly-Ala)

- Ukázka molekuly tripeptidu (aminokyseliny Val-Gly-Ala)Amanitin (α-amanitin, β-amanitin, γ-amanitin, δ-amanitin, ε-amanitin) – toxiny obsažené v muchomůrce zelené a příbuzné muchomůrce bílé. Jsou to cyklické oktapeptidy obsahující několik netypických aminokyselin. Jsou silnými inhibitory RNA polymeráz u většiny eukaryotických buněk, zabraňují tvorbě mRNA a syntéze bílkovin. Alfa-amanitin je hlavní toxin z druhu Amanita phalloides, jedovatý pro člověka i ostatní živočichy.

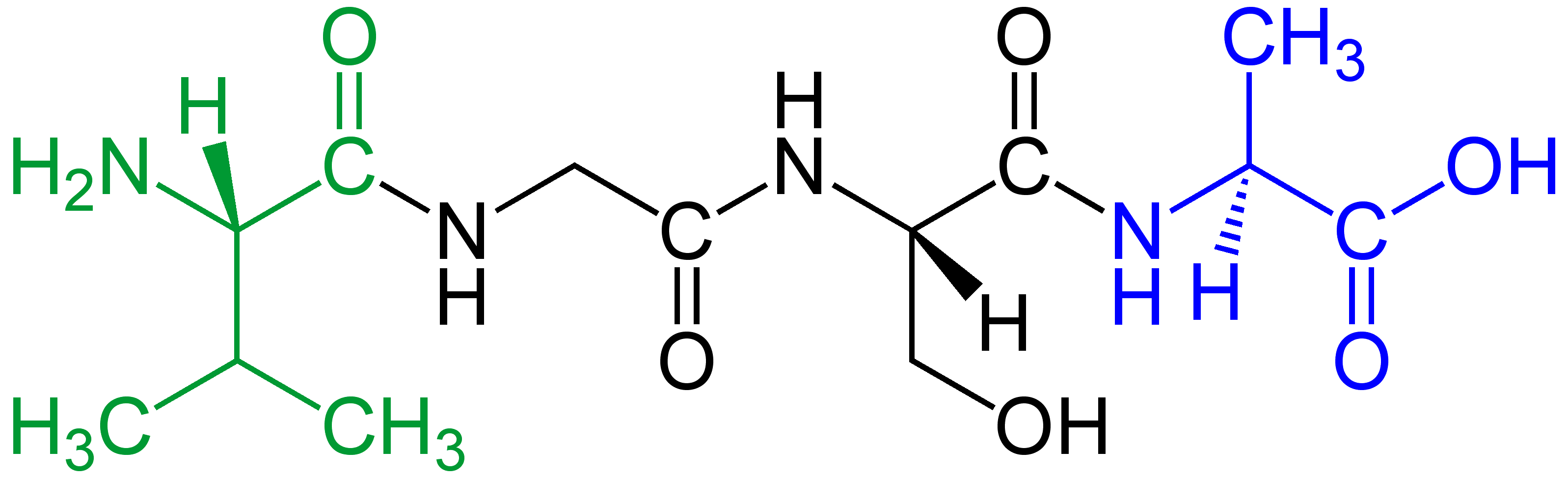
Ukázka molekuly tetrapeptidu (aminokyseliny Val-Gly-Ser-Ala)

- Ukázka molekuly tetrapeptidu (aminokyseliny Val-Gly-Ser-Ala)Aspartam – jedno z nejznámějších umělých náhradních sladidel. Je asi 200krát sladší než sacharóza, bez chuťově výrazných vedlejších pachutí.
- Antipain – oligopeptid produkovaný různými bakteriemi, který působí jako inhibitor proteázy.
- Ceruletid – specifický dekapeptid nalezený v kůži Hyla caerulea, australské zelené stromové žáby. Stimuluje žaludeční, pankreatickou sekreci a určité hladké svalstvo. Při experimentech se používá se k indukci pankreatitidy u zvířat.
- Falacidin – toxický cyklický heptapeptid patřící do skupiny falotoxinů, derivát faloidinu. Připravuje se lyofylizací methanolového extraktu z plodnic hub. Je popsán i způsob syntetické přípravy.
- Glutathion – tripeptid, důležitý antioxidant u rostlin, zvířat, hub a některých bakterií. Je schopen zabránit poškození důležitých buněčných složek způsobených reaktivními druhy kyslíku, jako jsou volné radikály, peroxidy, peroxidy lipidů a těžké kovy.
- Leupeptiny – skupina acylovaných oligopeptidů produkovaných aktinobakteriemi, které fungují jako inhibitory proteázy. Je známo, že v různé míře inhibují trypsin, plazmin, kallikreiny, papain a katepsiny.
- Netropsin – základní oligopeptid izolovaný ze Streptomyces netropsis. Je cytotoxický a jeho silná, specifická vazba na A-T v DNA je užitečná pro genetický výzkum.
- Pepstatiny – N-acylované oligopeptidy izolované z kultivačních filtrátů aktinobakterií, které specificky inhibují kyselé proteázy, jako je pepsin a renin.
- Peptid T – oktapeptid, který může být užitečný jako antivirotikum při léčbě AIDS pro jeho homologické sdílení s proteinem v HIV gp120.
- Faloidin – vysoce toxický polypeptid izolovaný hlavně z Amanita phalloides, způsobuje smrtelné poškození jater, ledvin a centrální nervové soustavy při otravě houbami.
- Teprotid – uměle vyrobený nonapeptid (Pyr-Trp-Pro-Arg-Pro-Gln-Ile-Pro-Pro), který má stejné složení jako peptid z jedu hada, Bothrops jararaca. Byl navržen jako antihypertenzní činidlo.
- Tuftsin – tetrapeptid vznikající ve slezině enzymatickým štěpením leukofilního gama-globulinu. Stimuluje fagocytární aktivitu krevních leukocytů, zejména neutrofilů.